# 北山通

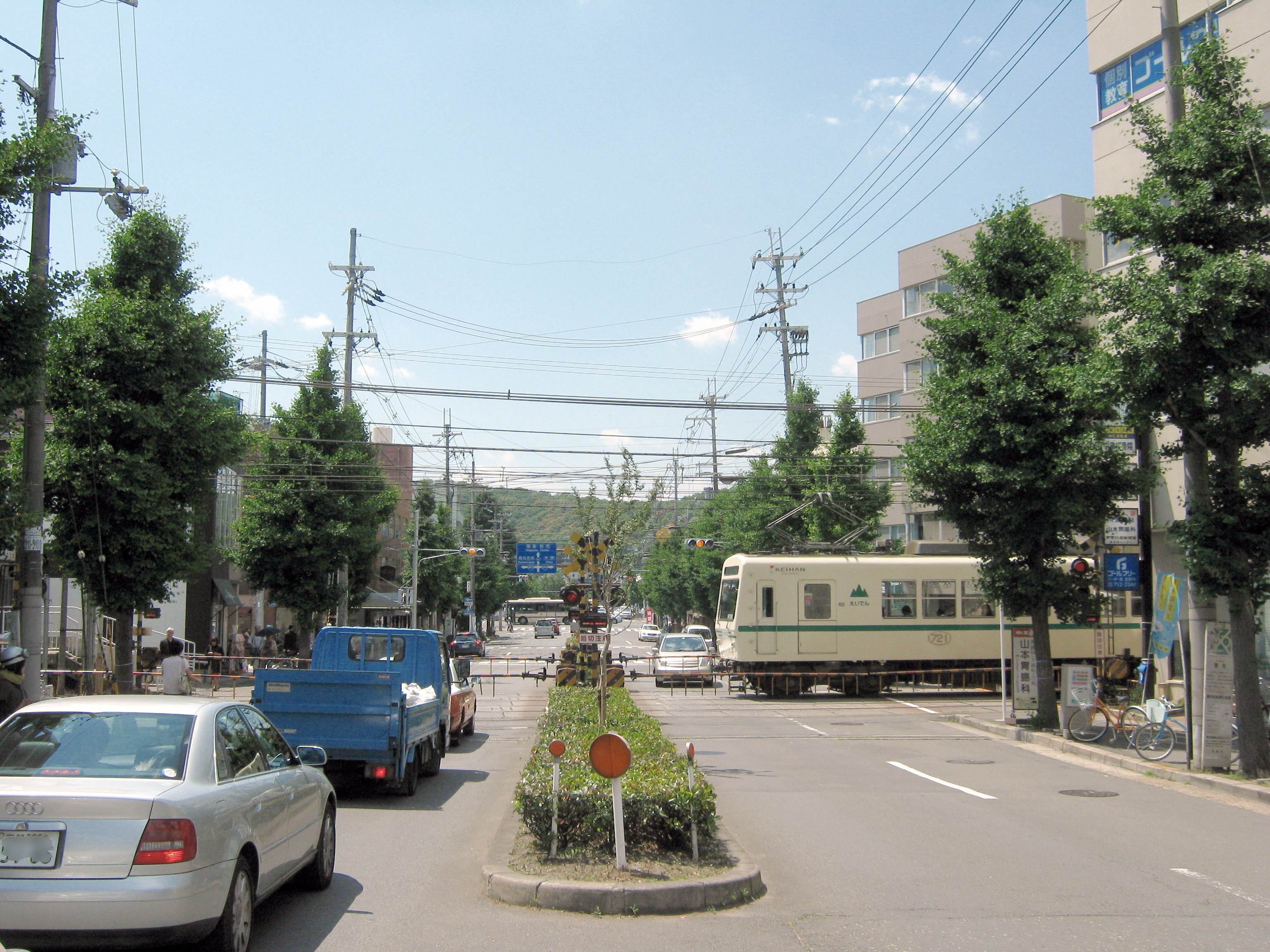
北山通、叡山電鉄叡山本線修学院駅付近、京都市左京区

北山通（きたやまどおり）は、京都市の主要な東西の通りの一つである。

## 概要
京都市の東西方向を結ぶ幹線道路としては最北に位置している。
東は白川通、西は紫野泉堂町を経て道なりに南西方向に曲がった、千本通に直結する今宮通との交差点を起終点とする。戦前の都市計画により建設が開始され、1985年に全線開通した比較的新しい通りである。区画整理された折に、幹線道路として十二間幅（約21.8m）で造られたため、地元では十二間通（じゅうにけんどおり）という愛称でも知られる。
京都市営地下鉄北山駅付近、松ヶ崎通から北山大橋にかけて、現代建築に入居する飲食店やファッショナブルな商店などが並び、今日的な通りとして有名で、伝統的な町並の京都市中心部とは対照的なイメージを持ち独特の景観をなす。
松ヶ崎橋西入から宝ヶ池通交差点付近までは、一筋北の旧道沿いに旧松ヶ崎村の集落が東西に伸びる。五山送り火の「妙」「法」の字の麓である。
それ以外の地域は新興住宅地や田畑などがあり、郊外の様相である。
賀茂川以西は北に北山北通、北山北中通が、また南には北山南通が並行する。

## 沿道の施設
- 叡山電鉄修学院駅 - 東大路通東
- 松ヶ崎橋（高野川）
- 妙法の送り火（五山送り火の一つ）
- 京都工芸繊維大学 松ヶ崎通下ル
- 宝ヶ池公園スポーツ広場
- 京都ノートルダム女子大学 下鴨本通角
- 京都府立総合資料館 北山駅付近
- 京都府立陶板名画の庭 北山駅付近
- 京都府立植物園 北山駅付近
- 京都府京都土木事務所 北山大橋東詰
- 北山大橋（賀茂川）
- 京都北郵便局 堀川通角
- 京都市北消防署 大宮東入
- 佛教大学 千本通付近
- 地下鉄烏丸線 - 松ヶ崎駅 - 北山駅 -

## 交差する道路など
- 交差する道路などの特記がないものは市道。

| 交差する道路など 北←<北山通>→南      | 交差する道路など 北←<北山通>→南   | 交差する場所 | 交差する場所                | 路線番号 |                  |
| ------------------------------------ | --------------------------------- | ------------ | --------------------------- | -------- | ---------------- |
| <白川通>                             | <白川通>                          | 左京区       | 白川通北山 （修学院道）     | -        | 東↑ ∧北山通∨ ↓西 |
| 叡山電鉄叡山本線                     | 叡山電鉄叡山本線                  | 左京区       | 修学院駅                    | -        | 東↑ ∧北山通∨ ↓西 |
| -                                    | ［東大路通>                       | 左京区       |                             | -        | 東↑ ∧北山通∨ ↓西 |
| 府道104号高野修学院山端線 <大原道>   | <大原道>                          | 左京区       |                             | -        | 東↑ ∧北山通∨ ↓西 |
| 府道104号高野修学院山端線 <大原道>   | <大原道>                          | 左京区       | 府道103号                   |          | 東↑ ∧北山通∨ ↓西 |
| 国道367号 <川端通>                   | 国道367号 <川端通>                | 左京区       | 川端通北山 （松ヶ崎橋東詰） |          | 東↑ ∧北山通∨ ↓西 |
| 高野川                               | 高野川                            | 左京区       | 松ヶ崎橋                    |          | 東↑ ∧北山通∨ ↓西 |
|                                      | ［松ヶ崎通>                       | 左京区       |                             |          | 東↑ ∧北山通∨ ↓西 |
| <宝ヶ池通］                          | -                                 | 左京区       | 北山宝ヶ池                  |          | 東↑ ∧北山通∨ ↓西 |
| <下鴨本通>                           | 府道40号下鴨静原大原線 <下鴨本通> | 左京区       | 下鴨本通北山                |          | 東↑ ∧北山通∨ ↓西 |
| <下鴨本通>                           | 府道40号下鴨静原大原線 <下鴨本通> | 左京区       | 下鴨本通北山                | 府道40号 | 東↑ ∧北山通∨ ↓西 |
| 府道40号下鴨静原大原線 鞍馬方面      | <下鴨中通>                        | 北区         |                             |          | 東↑ ∧北山通∨ ↓西 |
| 府道40号下鴨静原大原線 鞍馬方面      | <下鴨中通>                        | 北区         | -                           |          | 東↑ ∧北山通∨ ↓西 |
| 賀茂川                               | 賀茂川                            | 北区         | 北山大橋                    |          | 東↑ ∧北山通∨ ↓西 |
| <加茂街道>                           | <加茂街道>                        | 北区         | 北山大橋西詰                |          | 東↑ ∧北山通∨ ↓西 |
| <新町通>                             |                                   | 北区         |                             |          | 東↑ ∧北山通∨ ↓西 |
| 府道38号京都広河原美山線 <堀川通>    | 府道38号京都広河原美山線 <堀川通> | 北区         | 堀川北山                    |          | 東↑ ∧北山通∨ ↓西 |
| <大宮通>                             | <大宮通>                          | 北区         | 北山大宮                    |          | 東↑ ∧北山通∨ ↓西 |
| <船岡東通>                           | <船岡東通>                        | 北区         | 紫竹栗栖町                  |          | 東↑ ∧北山通∨ ↓西 |
| <紫竹西通］                          | -                                 | 北区         | 紫野泉堂町                  |          | 東↑ ∧北山通∨ ↓西 |
| 府道31号西陣杉坂線 <千本通> 鷹峯方面 | <今宮通>                          | 北区         |                             |          | 東↑ ∧北山通∨ ↓西 |
| 府道31号西陣杉坂線<千本通>           |                                   |              |                             |          | 東↑ ∧北山通∨ ↓西 |